# Neptis divisa
Neptis divisa är en fjärilsart som beskrevs av Charles Oberthür 1908. Neptis divisa ingår i släktet Neptis och familjen praktfjärilar. Inga underarter finns listade i Catalogue of Life.